# 무슬리마니

무슬리마니의 기

무슬리마니(세르보크로아트어: Muslimani / Муслимани →무슬림)는 유고슬라비아에서 슬라브 무슬림을 하나의 민족으로 분류한 말이다.
유고슬라비아에서는 해체 이전까지 연방 내 슬라브 무슬림 민족종교집단인 고라인, 보슈냐크인, 토르베시인, 포마크인 등을 별개의 민족으로 분류하지 않고, 무슬리마니라는 민족으로 분류하였다. 코소보 등에 거주하는 알바니아인은 따로 분류하였다. 유고슬라비아 해체 이후 보스니아 헤르체고비나의 무슬림은 보슈냐크인의 정체성을 형성하였다. 그 밖에도 정부에 의해 공인된 다른 민족으로 정체화하는 사람도 생겨났으나 아직도 무슬리마니를 자처하는 무슬림이 남아 있다.

## 같이 보기
- 후이족
- 슬라브 무슬림
- 유고슬라브인